# 野坂実
野坂 実（のさか みのる ）は、日本の劇作家、演出家である。

## 来歴
福井県出身。関西の大学に進学するまで、演劇とは無縁の生活をしていた。
将来どのように生きていくか考えた際、友人の勧めで、加藤健一事務所俳優研究所への入所を決める。
1998年、加藤健一事務所俳優研究科を卒業。2002年、文学座と加藤健一事務所の卒業生を中心に「クロカミショウネン18」を旗揚げ。同劇団の作品のすべての演出・脚本を担当する。同劇団は第13回公演『祝/弔』で動員2000人を突破し、2012年に解散した。
2004年に『モザイク』で佐藤佐吉賞脚本部門優秀賞を受賞。
2005年にパルテノン多摩小劇場フェスティバル最優秀作品賞を受賞し、2007年にはフジテレビ主催の演劇フェスティバル「お台場 SHOW-GEKI城」のフジテレビ推薦枠にて作品を上演した。
2008年にテレビ東京主催公演『ガンまげ』（紀伊國屋ホール）の演出に抜擢され、改めて注目を集める。
2009年には劇団スーパーエキセントリックシアター（座長：三宅裕司）30周年記念本公演『ステルスボーイ』（東京芸術劇場中ホール）の脚本、2011年には東京グローブ座プロデュース『トラベリング』（主演：佐藤アツヒロ）の作・演出、『ベイビーベイビー』（主催：社団法人日本劇団協議会、平成22年度文化庁芸術団体人材育成支援事業）の劇作、創作劇奨励公演への参加、海外戯曲上演ユニット「FAKE STAR」の立ち上げなど、劇団以外の活動も広げていく。
2013年、声優・豊口めぐみと演劇ユニット「東京ジャンケン」を結成。声優の水島裕や山寺宏一らと演劇ユニット「ラフィングライブ」の共同主宰も務めている。

## クロカミショウネン18
野坂が主宰・演出・脚本を担当し、小劇場を中心に活動した演劇団体。2012年に解散している。
- 2002/05 「アイカギ。」王子小劇場、全5ステージ
- 2002/11 「サーモン大使館」王子小劇場、全6ステージ
- 2003/06 「コクハクチ。」王子小劇場、全7ステージ
- 2003/12 「ニセモノ。」王子小劇場、全9ステージ
- 2004/06 「レンタル。」王子小劇場、全9ステージ
- 2004/11 「モザイク。」王子小劇場、全10ステージ[1]
- 2005/04 「サーモン大使館」王子小劇場、全10ステージ / パルテノン多摩小劇場、全1ステージ[2]
- 2005/11 「ニンシン選挙」中野ザ・ポケット、全6ステージ
- 2006/04 「コクハクチ。」中野ザ・ポケット、全7ステージ
- 2006/11 「スパイス。」吉祥寺シアター、全6ステージ
- 2007/06 「ノモレスワ。」中野ザ・ポケット、全7ステージ
- 2007/12 「ワスレモノ。」お台場フジテレビ本社マルチシアター、全5ステージ
- 2008/01 「NINPU妊×××婦SANJO」下北沢駅前劇場、全9ステージ
- 2008/09 「祝/弔」下北沢駅前劇場、全16ステージ / OFFOFFシアター、全16ステージ
- 2009/05 「ボン・ボヤージュ」下北沢駅前劇場、全10ステージ
- 2010/05 「ユー・アー・マイン」下北沢駅前劇場、全7ステージ

## FAKE STAR
- 2010/12 「ザ・フォーリナー」作：ラリー・シュー / 赤坂レッドシアター、全8ステージ
- 2011/12 「ザ・ナード」作：ラリー・シュー / 中目黒キンケロ・シアター、全8ステージ / 大阪インディペンデントシアター2nd、全4ステージ
- 2013/02 「キャッシュ・オン・デリバリー」中目黒キンケロ・シアター、全6ステージ / 大阪インディペンデントシアター2nd、全4ステージ

## 東京ジャンケン
2013年から声優・豊口めぐみと野坂実で結成した演劇ユニット。「朗読会 東京ジャンケンのグリム童話」シリーズでは、構成も野坂が担当している。
- 2013/05 「あなたに会えてよかった Communicating Doors」作：アラン・エイクボーン / 中野ザ・ポケット、全9ステージ
- 2014/01 「朗読会 東京ジャンケンのグリム童話VOL.1」TACCS1179、全10ステージ
- 2014/07 「コミックポテンシャル」作：アラン・エイクボーン　赤坂REDシアター、全8ステージ
- 2015/01 「朗読会 東京ジャンケンのグリム童話VOL.2」東京公演：TACCS1179、全11ステージ　/ 大阪公演：ヘップホール、全6ステージ
- 2015/09 「おかしな二人」作：ニール・サイモン / シアターサンモール、全7ステージ
- 2016/05 番外公演「俺の屍を越えていけ」作：畑澤聖悟 / 中野ザ・ポケット、8ステージ

## アクトパスガーデン
2013年から、脚本家の土城温美と野坂実を中心に結成した演劇ユニット。演劇というコンテンツの新たな可能性を探る実験的な公演が多い。
上演する「場所」をメインにオリジナルストーリーを構築。観客参加型演劇イベントとして、劇場ではない様々な場所で公演をしている。
- 2013/07 「カット」作：土城温美 / シェアオフィスHeiz Ginzaにて上演
- 2013/11 「アングル」作：土城温美 / シェアオフィスHeiz Ginzaにて上演
- 2013/10 「The Nightmare Ends on Halloween!?〜ホテル椿山荘で大人のハロウィンパーティ」作：土城温美 / 演出：野坂実 / ホテル椿山荘東京にて上演
- 2014/11 「The Perfect Cocktail for a Fine Night～星降る夜にカクテルを～」作・土城温美 / 演出・野坂実 / ホテル椿山荘東京にて上演
- 2015/2 「バレンタイン@HANAYASHIKI〜恋のパティシェ大作戦!?」作：土城温美 / 演出：野坂実 / 花やしきにて上演
- 2015/5 「体験型ストーリーイベント -The Secret Game スパイスルームへようこそ-」作：土城温美 / 演出：野坂実 / ホテル椿山荘東京にて上演
- 2015/8 「謎解き劇場から愛のパンダカー脱出大作戦!?〜」作：土城温美 / 演出：野坂実 / 花やしきにて上演
- 2015/10 「The Sparkling Halloween Night～大人のゲームをあなたと～」作：土城温美 / 演出：野坂実 / ホテル椿山荘東京にて上演

## ラフィングライブ
2015年から、声優・水島裕、山寺宏一、野坂実で結成した演劇ユニット。
- 2015/04 「パパ・アイラブユー」博品館劇場全7ステージ / 脚本：レイ・クーニー / 翻訳：小田島雄志、小田島恒志
- 2016/11 「Run for Your Wife」ブルーシアター六本木 / 脚本：レイ・クーニー / 翻訳：小田島雄志、小田島恒志
- 2017/11 「Cash on Delivery」博品館劇場 / 脚本：レイ・クーニー / 翻訳：小田島恒志
- 2018/11 「パパ・アイラブユー」三越劇場 / 脚本：レイ・クーニー / 翻訳：小田島雄志、小田島恒志
- 2019/11 「Out of Order」三越劇場 / 脚本：レイ・クーニー / 翻訳：小田島恒志

## ノサカラボ
野坂実を中心に2021年より始動した、世界中にある名作ミステリーを舞台化・上演していくプロジェクト。
- 2021/8 音楽朗読劇「シャーロック・ホームズ#1」原作：コナン・ドイル / 構成・演出：野坂実 / サントリーホール（ブルーローズ）

出演：山寺宏一、水島裕、三石琴乃、島﨑信長、山路和弘
- 2021/12 朗読劇「アルセーヌ・ルパン#1 813」原作：モーリス・ルブラン / 脚色・構成・演出：野坂実 / 草月ホール

出演：関智一、木村良平、能登麻美子（Wキャスト）、小松未可子（Wキャスト）、井上喜久子、古賀葵、高木渉
- 2022/8 朗読劇「アルセーヌ・ルパン#2 虎の牙」原作：モーリス・ルブラン / 脚色・構成・演出：野坂実 / イイノホール

出演：関智一、木村良平、梶裕貴、花澤香菜、金光宣明、岩田光央、関俊彦
- 2022/9  音楽朗読劇「シャーロック・ホームズ#2」原作：コナン・ドイル / 脚色・構成・演出：野坂実 / イイノホール

出演：山寺宏一、水島裕、寿美菜子、山口勝平、大塚明夫
- 2022/10 ノサカラボ 舞台「罠」原作：ロベール・トマ / 翻訳：小田島恒志・小田島則子 / 演出：野坂実 / 10月22日 - 10月30日 東京・ニッショーホール、11月2日 - 11月3日 大阪・松下IMPホール

出演：原嘉孝、麻央侑季、高田翔、横島亘（劇団民藝）、釈由美子、的場浩司
- 2023/1 ノサカラボ『名探偵の継承』朗読劇「黒蜥蜴」原作：江戸川乱歩 / 構成・演出：野坂実 / 脚本：穴吹一朗 / 1月18日 - 22日 シアターミクサ
- 2023/2 ノサカラボ『名探偵の継承』朗読劇「モルグ街の殺人」原作：エドガー・アランポー / 構成・演出：野坂実 / 脚本：望月清一郎 / CBGKシブゲキ!!
- 2023/5 ノサカラボ「ホロー荘の殺人」原作：アガサ・クリスティ / 演出：野坂実 / 翻訳：小田島雄志・小田島恒志 / 三越劇場

出演：凰稀かなめ、紅ゆずる、林翔太、高柳明音、旺なつき、綾凰華、佐々木梅治、河相我聞、細見大輔、松村優、中尾隆聖（声の出演：長沢美樹）
- 2023/8-9 ノサカラボ『神津恭介シリーズ 呪縛の家』原作：高木彬光 / サンシャイン劇場、キャナルシティ劇場、サンケイホールブリーゼ

出演：林一敬（ジャニーズJr.）、濱田龍臣、手島麗央（ジャニーズJr.）、入山杏奈、神志那結衣、関根優那、賀集利樹、福室莉音、岡田達也、内海光司、片岡鶴太郎、太田秀介、東井隆希
- 2023/9 朗読劇「アルセーヌ・ルパン#3 緑の目の令嬢」原作：モーリス・ルブラン / 脚色・構成・演出：野坂実 / 日経ホール

出演：関智一、木村良平、高橋李依（Wキャスト）、伊藤美来（Wキャスト）、竹内栄治、金光宣明、諏訪部順一、井上和彦
- 2023/10　舞台「パ・ド・ドゥ」脚本：飯島早苗　演出：野坂実　出演：関智一、花澤香菜　/ ガレリアホール
- 2024/1　舞台「ある閉ざされた雪の山荘で」原作：東野圭吾　構成・演出：野坂実　脚本：米山和仁　出演：室龍太、大野いと、加藤良輔、本西彩希帆、入来茉里、綾凰華、小南光司、今江大地／  大手町三井ホール
- 2024/3　舞台『神津恭介シリーズ わが一高時代の犯罪』原作：高木彬光　構成・演出：野坂実　脚本：須貝英　出演：林一敬、小園凌央、能條愛未、中野郁海、関翔馬、髙橋曾良、小山龍之介、滝佑里、細貝圭、片岡鶴太郎（特別出演）／  大阪公演：クールジャパンパークTTホール、東京公演：サンシャイン劇場
- 2024/6　舞台『かまいたちの夜～THE LIVE～』原作：我孫子武丸　構成・演出：野坂実　脚本：望月清一郎　出演：ヴァサイェガ渉、高柳明音、ドロンズ石本、塩月綾香、田中孝宗、大髙雄一郎、槙原唯、谷口就平、細貝圭、安田裕、豊田陸人／東京公演：シアター1010  大阪公演：クールジャパンパークTTホール
- 2024/10 ノサカラボ「ゼロ時間へ」原作：アガサ・クリスティ / 構演出：野坂実 / 翻訳：小田島雄志・小田島則子 / 東京公演：三越劇場、大阪公演：クールジャパンパークTTホール

出演：原嘉孝、紅ゆずる、鳳翔大、一色洋平、旺なつき、水石亜飛夢、岡部麟、大髙雄一郎、細見大輔、中尾隆聖
- 2025/1 Reading Echos「FIEND／FRIEND in 20faces」原案：江戸川乱歩 / 構演出：野坂実 / 脚本：須貝英/ 出演：山寺宏一、山口勝平、井上和彦、大塚明夫、梶裕貴、佐久間大介/東京公演：THEATER MILANO-Za、大阪公演：クールジャパンパークWWホール
- 2025/5　舞台「あなたに会えてよかった」出演：紅ゆずる、室龍太、林翔太、綾凰華、ドロンズ石本、珠城りょう/東京公演：三越劇場、大阪公演：クールジャパンパークTTホール

## 外部公演の舞台演出作品
- 2008/06 「ガンまげ」主演：興真二郎（AAA） / 新宿紀伊国屋ホール
- 2009/07 「恋人は透明人間」作：山岡潤平 / 主演：米原幸佑(RUN&GUN) / 池袋・シアターグリーン
- 2009/10 「俺の屍を越えていけ」作：畑澤聖悟
- 2010/08 「2年1組保護者会」作：関根信一
- 2010/09 「メンズ校」原作：和泉かねよし(小学館) / 作：土城温美 / 銀座博品館劇場
- 2010/11 「僕の東京日記」作：永井愛
- 2011/02 「煙が目にしみる」作：堤泰之
- 2011/03 「トラベリング」作：野坂実 / 主演：佐藤アツヒロ / 赤坂レッドシアター
- 2011/05 「不都合な四日間」作：上野友之、関村俊介、下西啓正、野坂実
- 2011/07 「俺の屍を越えてゆけ」作：畑澤聖悟
- 2012/01 「結婚仲介人」作：ソートン・ワイルダー / シアターKASSAI
- 2012/02 「アルジャーノンに花束を」作：ダニエル・キイス
- 2013/08 「親の顔が見たい」作：畑澤聖悟
- 2014/9 「華の棺」劇団クロジ公演　演出：野坂実
- 2015/7 「パビリオンの星空」劇団クロジ公演 / シアターサンモール
- 2015/9「笑う朗読」プロデュース：水島裕 / 構成・演出：野坂実
- 2015/10 「配達されたい私たち」原作・一色伸幸 / 脚本・演出：野坂実
- 2016/8 リーディング「独立記念日」砂岡事務所
- 2016/8 「きんとと」劇団クロジ公演 / スペースゼロ
- 2016/6 「バッファローの月」T-project / 赤坂REDTHEATER
- 2017/4 「犬神家の一族」ヘロヘロＱカムパニー / スペースゼロ
- 2017/6 「笑う朗読vol.2」品川プリンスホテルクラブex
- 2017/8 「MIDSUMMER CAROL ガマ王子 vs ザリガニ魔人」原作：後藤ひろひと / 東京公演・シアターサンモール / 大阪公演・ＡＢＣホール
- 2018/5 「無限の住人」ヘロヘロＱカムパニー / スペースゼロ
- 2018/9 「Cash on Delivery」SHY BOYプロデュース / 主演：深澤辰哉（Snow Man/ジャニーズ事務所）、佐久間大介（Snow Man/ジャニーズ事務所）　東京公演・シアタートラム / 大阪公演・松下IMPホール
- 2019/7 「ポリトゥスの蟲」劇団クロジ公演 / スペースゼロ
- 2019/9 「菊花大作戦」ヘロヘロＱカムパニー / スペースゼロ[4]
- 2019/10 「ザ・フォーリナー」SHY BOYプロデュース / 主演：江田剛（宇宙Six/ジャニーズ事務所） / 東京公演・三越劇場 / 愛知公演・東海市芸術劇場　大阪公演・近鉄アート館
- 2020/1 「30-DELUX ACTION PLAY MUSICAL THEATER featuring 宇宙Six『のべつまくなし・改』30-DELUX / 東京公演・東京建物 Brillia HALL / 福岡公演・福岡市民会館大ホール / 大阪公演・サンケイホールブリーゼ / 名古屋公演・名古屋市芸術創造センター[5]
- 2021/4 「Run for your Wife」SHY BOYプロデュース / 主演：今江大地/ 東京公演・オルタナティブシアター / 名古屋公演・ウインクあいち / 大阪公演・COOL JAPAN PARK OSAKA TTホール
- 2021/5 「まわれ!無敵のマーダーケース!!」主演：小南光司 / 品館劇場
- 2021/6 リーディングシアターVol.2「RAMPO in the DARK 2」CCCreation Presents / 神田明神ホール
- 2021/7 READPIA朗読劇「風の聲 〜妖怪大戦争 外伝〜」プロダクション・エース / ところざわサクラタウン
- 2021/10 「春風外伝2021」脚本：米山和仁 / 新国立劇場中劇場

出演：室龍太（ジャニーズ事務所）、麻央侑希、高田翔（ジャニーズ事務所）、山崎静代(南海キャンディーズ)
- 2021/11 「Run for your Wife」SHY BOYプロデュース / 主演：今江大地／大阪公演・COOL JAPAN PARK TT Hall
- 2022/5 「ミュージカル『ピオフィオーレの晩鐘』」 SrotaStage / サンシャイン劇場
- 2022/5 「5人の明智小五郎」ヘロヘロQカムパニー / スペースゼロ
- 2022/6 リーディングシアターVol.3「RAMPO in the DARK 3」CCCreation Presents ／神田明神ホール
- 2022/11 「立て！マジンガーZ!!」ヘロヘロQカムパニー／こくみん共済 coop ホール／スペース・ゼロ
- 2023/4　「タイムアフターレコーディング」ヘロヘロQカムパニー／こくみん共済 coop ホール／スペース・ゼロ
- 2023/12 音楽朗読劇 THE LITTLE MATCH GIRL～アンデルセン童話「マッチ売りの少女」／博品館劇場
- 2024/2 Classic Movie Reading Vol.2『風と共に去りぬ』 出演：紅ゆずる、五関晃一（A.B.C-Z）、寺西拓人、平田裕香、長戸勝彦　ほか　／I'M A SHOW
- 2024/1 「ある閉ざされた雪の山荘で」主演：室龍太 / 大手町三井ホール
- 2024/4 「悪魔の手毬唄」ヘロヘロＱカムパニー / スペースゼロ
- 2025/2　Classic Movie Reading Vol.4『東京物語』出演：愛月ひかる、中尾隆聖、白石珠江（劇団民藝）、斉藤レイ、平田裕香、広瀬登紀江、馬場良馬、内海光司/三越劇場
- 2025/3　「十二人の怒れる男たち」/サンシャイン劇場
- 2025/5　舞台「あなたに会えてよかった」出演：紅ゆずる、室龍太、林翔太、綾凰華、ドロンズ石本、珠城りょう/東京公演：三越劇場、大阪公演：クールジャパンパークTTホール
- 2025/5 「パノラマ朗読劇Ⅱ　江戸川乱歩の少年探偵団」ヘロヘロＱカムパニー / シアターサンモール